# Дэвидсон, Роберт
Роберт Дэвидсон (англ. Robert Davidson,18 апреля 1804, Абердин, Шотландия — 16 ноября 1894, Абердин, Шотландия) — шотландский химик и изобретатель. Построил первый локомотив на электрической тяге (в 1842 году).

## Биография
Роберт Дэвидсон родился 18 апреля 1804 года в городе Абердине на северо-востоке Шотландии. Здесь учился в школе и в течение 1819—1821 годов — в местном Маришал Колледже (англ. Marischal College). В Абердине Дэвидсон провел большую часть своей жизни.
Девидсон заинтересовался электричеством. В 1837 году он собрал гальванические элементы и электродвигатель собственной конструкции. В этом же году он построил первый электромобиль (по некоторым данным — электрический локомотив). В 1840 году Дэвидсон при содействии Королевского шотландского общества искусств (англ. Royal Scottish Society of Arts) открыл в Абердине выставку, на которой была выставлена построенная им модель первого в истории железнодорожного локомотива на электрической тяге с питанием от гальванических элементов, который мог перевозить двух человек. На выставке также были выставлены несколько различных машин, приводимых в действие от электрических батареек: небольшой токарный станок, небольшой печатный станок и электромагнит, который мог поднимать до 2 т груза. В 1841 году Дэвидсон провел выставку в Эдинбурге, которую, среди прочих, посетил тогда еще 10-летний Джеймс Клерк Максвелл. 1842 года выставка была проведена в Лондоне. В Лондоне был выставлен новый больший вариант электрического локомотива, названный Дэвидсоном «Гальвани» (англ. "Galvani") — в честь Луиджи Гальвани. Он был 4,8 м в длину и весил 6 тонн.
В сентябре 1842 года локомотив «Гальвани» было испытано на железнодорожной линии Эдинбург — Глазго (англ. Edinburgh and Glasgow Railway). Локомотив двигался со ограничением скорости 4 миль/ч (6,4 км/ч). Однако, Дэвидсону не удалось найти спонсоров для серийного выпуска своих электролокомотивов. Кроме того, кто-то разбил его модель «Гальвани». Предполагается, что это сделали железнодорожники, боясь возможности вытеснения паровозов, на которых они работали, электролокомотивами. Изобретение Дэвидсона не имело коммерческого успеха из-за того что одноразовые батареи стоили значительно дороже, чем топливо для паровозов.